# Agnieszka Dymecka
Agnieszka Dymecka (ur. 22 kwietnia 1966, zm. 27 grudnia 2018) – polska prezenterka telewizyjna.

## Życie i działalność

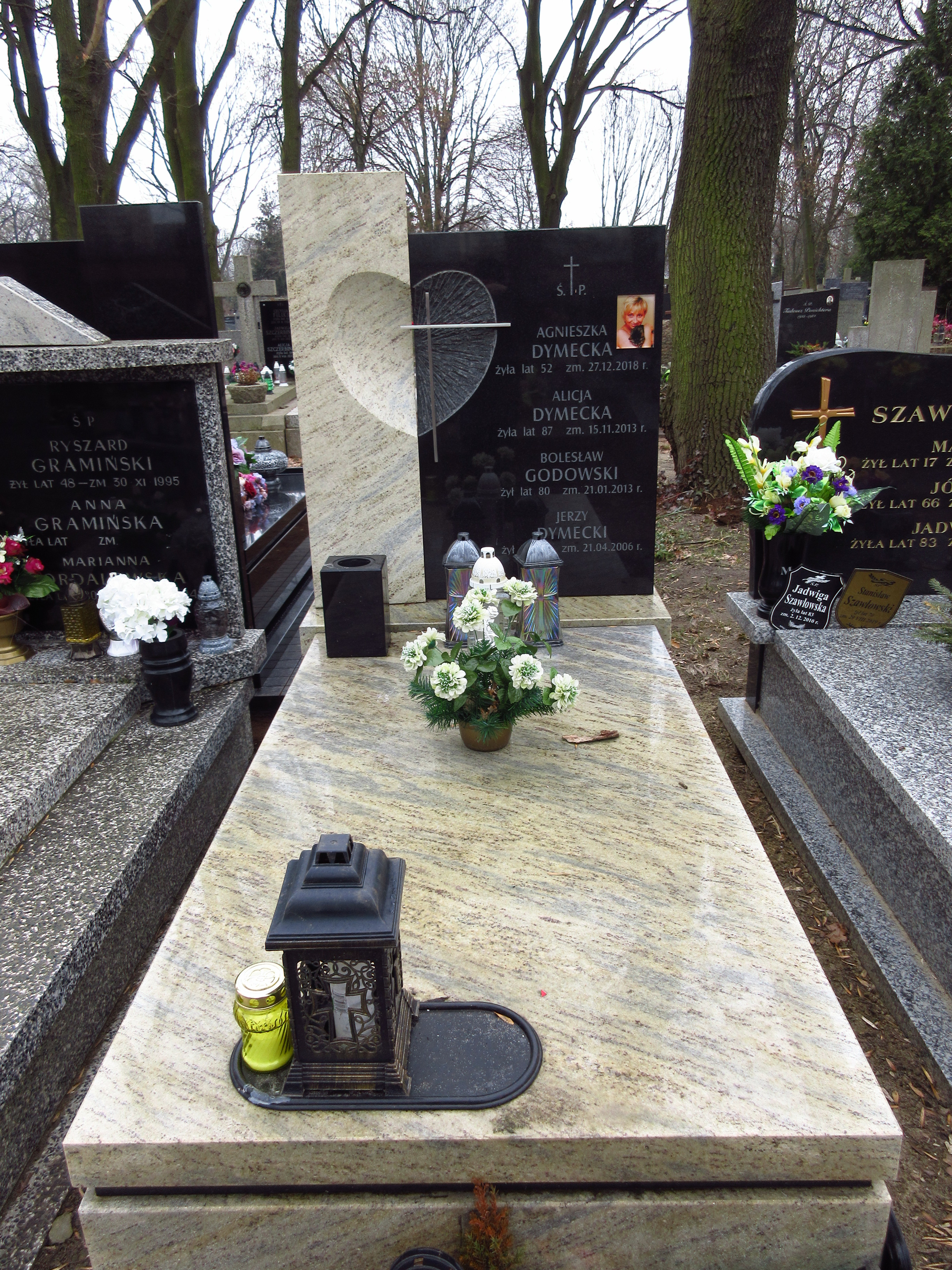
Grób Agnieszki Dymeckiej na cmentarzu Bródnowskim

W latach 1991–2006 była prezenterką pogody w TVP2 w paśmie informacyjnym  po programie Panorama. Następnie piastowała między innymi funkcję kierownika redakcji pogody w Telewizji Polskiej.
Zmarła po długiej i ciężkiej chorobie 27 grudnia 2018. Pochowana na cmentarzu Bródnowskim (kwatera 20P-2-30).